# Aloe carolineae
Aloe carolineae é uma espécie de liliopsida do gênero Aloe, pertencente à família Asphodelaceae.